# Момот Ігор Федорович
І́гор Фе́дорович Мо́мот (18 серпня 1965 — 11 липня 2014) — український прикордонник, генерал-майор (посмертно). Начальник Навчального центру підготовки молодших спеціалістів Державної прикордонної служби України. Заступник начальника Східного регіонального управління Державної прикордонної служби України.
Під час війни на Донбасі обороняв український кордон у Донецькій і Луганській області як начальник мотоманеврової групи прикордонників. Загинув унаслідок удару російської реактивної артилерії під Зеленопіллям.
Герой України (посмертно).

## Біографія
Проходив службу в Афганістані заступником начальника по політичній частині мінометної батареї 1ММГ 47 прикордонного загону.
До 1990 року служив помічником начальника політвідділу з комсомольської роботи Керкинського прикордонного загону. У складі групи політпрацівників Червонопрапорного середньоазійського прикордонного округу у лютому 1990 року перебував в Баку, був в Нахічевані, за що отримав другу медаль «За відзнаку в охороні Державного кордону СРСР». З 1990 по 1992 рр. — служив заступником начальника з політичної частини Першого прикордонного загону в районі Ширам.
В Україні служив на посадах коменданта Котовського прикордонного загону та начальника Ізмаїльського прикордонного загону, яким командував 3,5 роки. Здобув юридичну освіту. Був заступником начальника оперативного управління в центральному апараті Державної прикордонної служби України в Києві.
Очолював Навчальний центр підготовки молодших спеціалістів Державної прикордонної служби України (м. Черкаси, селище Оршанець).

### Війна на сході України
Після ускладнення ситуації на українсько-російському кордоні Ігор Момот особисто сформував та очолив мотоманеврову групу Навчального центру підготовки молодших спеціалістів Державної прикордонної служби. Група виконувала завдання з охорони державного кордону на найбільш вразливих ділянках. Підрозділ під командуванням полковника Ігоря Момота неодноразово вступав в бій з незаконними військовими формуваннями, в районах населених пунктів Дмитрівка, Маринівка і Амвросіївка Донецької області.
Заступник начальника Східного регіонального управління Державної прикордонної служби України.
Ігор Момот загинув 11 липня 2014 року внаслідок ракетної атаки біля Зеленопілля. Позиції опорного пункту українських сил, де розмістилися підрозділи 24-ї механізованої, 72-ї механізованої, 79-ї аеромобільної бригад і мотоманеврова група прикордонників у Луганській області, росіяни обстріляли з установки «Град» приблизно о 4:30 ранку.
12 липня 2014 року Президент України Петро Порошенко посмертно присвоїв військове звання генерал-майора заступнику начальника Східного регіонального управління Державної прикордонної служби України полковнику Ігорю Момоту та зазначив, що ім'я Ігоря Момота буде присвоєне одній з прикордонних застав України.

## Вшанування пам'яті
У селі Руська Поляна на честь Ігоря Момота назвали вулицю. Відтепер вона називається «Вулиця Генерал-майора Момота».
7 жовтня 2014 року указом Президента України Петра Порошенка Навчальному центру підготовки молодших спеціалістів Державної прикордонної служби України присвоєно ім'я генерал-майора Ігоря Момота.
У м. Черкаси школі № 26 за адресою: м. Черкаси, вул. Віталія Вергая, 15, присвоєно ім'я І. Ф. Момота, а у приміщенні школи відкрито пам'ятний музей і меморіальну табличку імені Генерал-майора Ігоря Момота.
20 листопада 2015 року рішенням Харківської міської ради вулиця Третього Інтернаціоналу перейменована на вулицю Генерала Ігоря Момота.[джерело?]
У Черкасах з 27 січня 2016 року існує вулиця Генерала Момота.
19 лютого 2016 року рішенням міського голови Ізмаїла вулиця Шаумяна перейменована на вулицю Генерала Момота.
24 серпня 2016 року у Черкасах на площі Слави відкрито пам'ятник Ігору Момоту.
7 грудня 2016 року на Кілійському суднобудівно-судноремонтному заводі відбулася церемонія присвоєння імені та урочистий спуск на воду теплохода Українського Дунайського пароплавства «Ігор Момот». Вперше судно цивільного флоту буде мати ім'я героя-прикордонника.
27 жовтня 2023 року у місті Городище вулицю Дружби народів перейменували на вулицю Ігоря Момота.[джерело?]

## Нагороди та відзнаки
- Звання Герой України з удостоєнням ордена «Золота Зірка» (29 квітня 2019, посмертно) — за виняткову мужність, героїзм і самопожертву, виявлені у захисті державного суверенітету та територіальної цілісності України[11][12]
- Орден Богдана Хмельницького II ст. (20 червня 2014) — за особисту мужність і героїзм, виявлені у захисті державного суверенітету та територіальної цілісності України, вірність військовій присязі та незламність духу[13]
- Орден Богдана Хмельницького III ст. (25 травня 2009) — за вагомий особистий внесок у справу охорони державного кордону, забезпечення захисту державного суверенітету, територіальної цілісності України, бездоганне виконання військового обов'язку[14]
- Орден Червоної Зірки (7 березня 1989)
- Орден «Народний Герой України» (11 лютого 2017)[15]
- Медаль «Захиснику Вітчизни» (14 жовтня 1999)
- Медаль «За бойові заслуги» (6 січня 1988)
- Медаль «70 років Збройних Сил СРСР» (23 лютого 1988)
- Медаль «За відзнаку в охороні державного кордону СРСР» (2 квітня 1988)
- Медаль «За відзнаку в охороні державного кордону СРСР» (лютий 1990)[16]
- Медаль «Воїну-інтернаціоналісту від вдячного афганського народу»
- Медаль «10 років Саурській революції»